# The Cascades (deutsche Band)
The Cascades sind eine Gothic-Rock-Band aus Niederbayern.

## Geschichte
Die Band wurde Ende der 1980er Jahre in Berlin von M. W. Wild, Max Raith und Markus Müller gegründet. Nach ausgiebigen Touren durch Europa, diversen Alben und Wechseln in der Band wurde es Mitte der 2000er Jahre ruhiger um sie.
Im Jahr 2017 trafen die Gründungsmitglieder erneut zusammen, um das Best-of-Album Diamonds and Rust aufzunehmen.
Am 19. Oktober 2018 wurde ein neues Album mit dem Titel Phoenix veröffentlicht.

## Diskografie
- 2001: Nine66 (Andromeda)
- 2003: Corrosive Mindcage (Andromeda)
- 2004: Spells and Ceremonies (Rabazco Berlin)
- 2006: Dead of Dawn (Rabazco Berlin)
- 2016: Something to Happen (New Crusade Records)
- 2017: Diamonds and Rust (Echozone)
- 2018: Phoenix (Echozone)